# Gościeradz (województwo kujawsko-pomorskie)
Gościeradz – (niem. Schmiedenau) wieś w Polsce położona w województwie kujawsko-pomorskim, w powiecie bydgoskim, w gminie Koronowo, na północ od zachodnich dzielnic Bydgoszczy, na trasie drogi krajowej nr 25.

## Podział administracyjny
W latach 1975–1998 miejscowość administracyjnie należała do województwa bydgoskiego.

## Demografia
Według danych Urzędu Gminy Koronowo (XII 2015 r.) miejscowość liczyła 428 mieszkańców.

## Historia i zabytki
W latach 1892–1920 wieś należała do Czesława Szalke, w 1922 r. nastąpiła parcelacja majątku. Dwór otrzymał, w darze od Wielkopolan, artysta malarz i grafik Leon Wyczółkowski. W latach 1931–1934 wybudowano nowy parterowy pałacyk z mansardowym dachem i kolumnowym gankiem, w którym malarz przebywał w miesiącach letnich do śmierci w 1936 r. – na budynku znajduje się pamiątkowa tablica. W otoczeniu park, będący tematem kilku prac artysty. Wieczorem 23 stycznia 2009 spłonął dach dworku.
Zespół dworski (dwór i park) wpisany jest do rejestru zabytków NID pod nr rej.: A/462/1-2 z 21.02.1996.

## Turystyka i rekreacja
W Gościeradzu działa od roku 1963 Ludowy Klub Turystyczny Wyczół.
Przez Gościeradz przebiegają dwa szlaki turystyczne:
- Szlak żółty im. Leona Wyczółkowskiego: Bydgoszcz Osowa Góra – sanatorium w Smukale – Smukała – Janowo – Wtelno – Gościeradz – Samociążek – Wilcze Gardło – Nowy Jasiniec – Wymysłowo – Wielonek – Sokole Kuźnica – Pruszcz (69 km)
- Szlak czerwony Klubu Turystów Pieszych „Talk”: Bydgoszcz Fordon – Osielsko – Bydgoszcz Opławiec – Gościeradz (32 km)